# 世界はそれを愛と呼ぶんだぜ
「世界はそれを愛と呼ぶんだぜ」（せかいはそれをあいとよぶんだぜ）は、サンボマスターの5枚目のシングル。2005年8月3日にリリース。

## 概要
フジテレビ系木曜劇場『電車男』エンディングテーマであり、当ドラマへ書き下ろした楽曲。ドラマのエンディング映像は最終列車発車後の秋葉原駅を借り撮影。3人も出演。シングルで初のTOP10入り。

## 収録曲
全作詞・作曲：山口隆　編曲：サンボマスター
1. 世界はそれを愛と呼ぶんだぜ
2. 熱い砂と悪い雨
3. 僕に捧ぐ

## ミュージシャン
- 山口隆：Vocal, Guitar
- 近藤洋一：Bass, Chorus
- 木内泰史：Drums, Chorus
- 真城めぐみ from HICKSVILLE ：Super Chorus (#1,3)
- 伊藤寛 from WACK WACK RHYTHM BAND：Piano, Organ (#1.3)
- 杉山オサム：Slide Guitar (#2)
- 羽田路彦： Big Chorus (#1)

## 収録作品・カバー
| 発売日         | タイトル | 規格品番             |
| -------------- | --- | -------------------- |
| 2005年08月24日 | コンピレーション『電車男』(#1/Face 2 fAKEカバー) | EICP-551             |
| 2006年04月12日 | オリジナル『僕と君の全てをロックンロールと呼べ』(#1)                                                                                                   | SRCL-6253            |
| 2006年05月10日 | ASA FESTOON『Sharing2』(#1) | GTCR-5017            |
| 2006年06月28日 | コンピレーション『LET'S! TRANCE SUMMER VACATION』(#1)                                                                                                  | GYCP-10078           |
| 2006年08月02日 | シングル『愛しさと心の壁』(#1/ライブ・バージョン) | SRCL-6395            |
| 2006年10月18日 | DVD『新しき日本語ロックのビデオクリップ集』(#1) | SRBL-1291            |
| 2006年12月20日 | 『TVアニメ 働きマン オリジナル・サウンドトラック』(#1)                                                                                                 | KSCL-1079            |
| 2007年07月14日 | COVER LOVER PROJECT『THE BEST OF BOSSA COVERS ～青春ロック2.0～』(#1)                                                                                  | GTCR-07004           |
| 2007年11月28日 | bird『BIRDSONG EP-cover BEATS for the party-』(#1/ with □□□)                                                                                           | UPCH-9360 UPCH-1569  |
| 2008年03月12日 | DVD『世界ロック選抜ファイナル 全曲やって裏夏フェスをぶっ飛ばした日』(#1,#3)                                                                            | SRBL-1334            |
| 2008年03月26日 | DJ和『J-ポッパー伝説 [DJ和 in No.1 J-POP MIX]』(#1) | AICL-1909            |
| 2008年07月09日 | コンピレーション『スプラッシュ!!』(#1) | MHCL-1360            |
| 2008年10月08日 | G.RINA『The Nightbird～Goodings RINA Cover & DJ-Mixxx～』(#1)                                                                                          | VICL-63002           |
| 2009年02月18日 | コンピレーション『エグジット・トランス・プレゼンツ・ドラマチック・トランス～Memorial～ 第1話』(#1)                                                     | QWCE-00078           |
| 2009年03月25日 | one Lovie『odekake uta』(#1) | CCRM-2015            |
| 2009年04月29日 | bird『covers』(#1) | UPCH-1711            |
| 2010年06月02日 | コンピレーション『glorious day ～ワタシの休日～』(#1)                                                                                                  | RRCRF-100111         |
| 2010年09月01日 | Ska Lovers『LOVERS SKA ～Sing With You～』(#1) | RES-171              |
| 2011年02月23日 | シングル『希望の道』(#1/アコースティックスタジオライブ at アバコ301)                                                                                   | SRCL-7575            |
| 2011年04月06日 | ベスト・アルバム『サンボマスター 究極ベスト』(#1/アルバムバージョン)                                                                                   | SRCL-7609 SRCL-7612  |
| 2011年07月20日 | DJ FUMI★YEAH!『ROCK COVER 天国 mixed by DJ FUMI★YEAH!』(#1 / Sinfonia Voice ft. 沙宵)                                                                  | TRAQ-1001            |
| 2012年04月11日 | DJ eLEQUTE『なうmix in the J-POP COVER 3 mixed by DJ eLEQUTE』(#1)                                                                                     | STRQ-0004            |
| 2012年06月20日 | dorlis『dorlis』(#1) | SUPA-3               |
| 2012年07月11日 | オリジナル『ロックンロール イズ ノットデッド』(#1/初回限定盤のみ/2011年9月17日「LIVE 福島 風とロックSUPER 野馬追」)                                    | VIZL-477             |
| 2012年08月22日 | コンピレーション『クライマックス ラヴストーリー～第1章～』(#1)                                                                                         | MHCL-2120            |
| 2012年09月05日 | DJ eLEQUTE『ハイテンションMIX mixed by DJ eLEQUTE』(#1)                                                                                                | STRQ-0005            |
| 2013年03月06日 | DVD/BD『ロックンロール イズ ノットデッド、アンド ユー』(#1)                                                                                            | VIBL-659 VIXL-107    |
| 2013年10月09日 | オリジナル『終わらないミラクルの予感アルバム』(#1/初回限定盤のみ/7月4日・渋谷クラブクアトロ「ムーディーナイト」にて)                                   | VIZL-577             |
| 2014年03月12日 | 三浦康嗣『WORK』(#1) | RZCM-59532           |
| 2014年11月26日 | シングル『愛してる愛して欲しい』(#1/初回限定盤のみ/「サンボマスター、六本木EXシアター初見参!」 ～2014年6月28日、EX THEATER ROPPONGIにおけるライブ音源) | VIZL-715             |
| 2015年05月13日 | オリジナル『サンボマスターとキミ』(#1/初回限定盤のみ/(2013年:「京都大作戦2013」より) <ライブ・クロニクル篇>)                                           | VIZL-825             |
| 2017年04月12日 | シングル『オレたちのすすむ道を悲しみで閉ざさないで』(#1/初回限定盤のみ)                                                                                | VIZL-1136            |
| 2017年05月10日 | オリジナル『YES』(#1/初回限定盤のみ/w/TAKUMA (10-FEET) (2016年4月29日 ARABAKI ROCK FEST.16))                                                           | VIZL-1143            |
| 2017年08月09日 | DJ和『ラブとポップ 〜好きだった人を思い出す歌がある〜 mixed by DJ和』(#1)                                                                              | AICL-3379            |
| 2018年08月15日 | シングル『輝きだして走ってく』(#1/初回限定盤のみ) | VIZL-1413            |
| 2018年09月12日 | DVD/BD『1st日本武道館～そのたてものに用がある～』(#1)                                                                                                  | VIBL-910 VIXL-239    |
| 2020年3月25日  | サンボマスター究極トリビュート ラブ フロム ナカマ (#1/Fear, and Loathing in Las Vegas)                                                                 | VIZL-1753 VICL-65354 |
| 2024年4月10日  | 佐藤心(CV:花守ゆみり)『THE IDOLM@STER CINDERELLA GIRLS STARLIGHT MASTER HEART TICKER! 05 Teeenage☆Groovin'』(#1)                                       | COCC-18175           |

## 備考
「世界はそれを愛と呼ぶんだぜ」は、『GuitarFreaksV3&DrumManiaV3』に収録。『燃えろ!熱血リズム魂 押忍!闘え!応援団2』の最終ステージ曲としても使用される。
「世界はそれを愛と呼ぶんだぜ」をドラマ「量産型リコ -もう1人のプラモ女子の人生組み立て記-」第6話の中でリコの兄がギターを弾きながら歌っていた。